# Mirosław Wójcik (literaturoznawca)
Mirosław Wójcik (ur. 1960) – polski literaturoznawca, doktor habilitowany nauk humanistycznych, profesor nadzwyczajny w Instytucie Filologii Polskiej Uniwersytetu Jana Kochanowskiego w Kielcach. Specjalizuje się w historii literatury polskiej oraz życiu i twórczości Emila Zegadłowicza.

## Życiorys
W latach 1982–1987 odbył studia w Wyższej Szkole Pedagogicznej w Kielcach. Rozprawę doktorską pt. Człowiek-nikt. Prozatorska twórczość Edwarda Stachury w kontekście idei buddyzmu zen, której promotorem był Jan Błoński, obronił w 1994 na Wydziale Filologicznym Uniwersytetu Jagiellońskiego. Stopień naukowy doktora habilitowanego uzyskał w 2006 w Instytucie Badań Literackich PAN w oparciu o rozprawę pt. Pan na Gorzeniu. Życie i twórczość Emila Zegadłowicza.

## Wybrane publikacje
Monografie:
- Człowiek-nikt. Prozatorska twórczość Edwarda Stachury w kontekście buddyzmu zen, Kielce 1998
- Pan na Gorzeniu. Życie i twórczość Emila Zegadłowicza, Kielce 2005

Opracowania:
- Emil Zegadłowicz, Stefan Żechowski, Marian Ruzamski, Korespondencja. 1936–1937, t. 1, oprac. M. Wójcik, Kielce 2002
- Emil Zegadłowicz, Stefan Żechowski, Marian Ruzamski, Korespondencja. 1938–1944, t. 2, oprac. M. Wójcik, Kielce 2002
- Emil Zegadłowicz, Zmory. Kronika z zamierzchłej przeszłości, oprac. M. Wójcik, Wrocław 2006
- Stanisława Wysocka, Bo ty jesteś moje fatum. Listy Stanisławy Wysockiej do Emila Zegadłowicza 1924–1935, oprac. M. Wójcik, Kielce 2008
- Wielkie rzeczy zrozumienie. Korespondencja Jerzego, Witolda i Wandy Hulewiczów z Emilem Zegadłowiczem (1918-1938), oprac. M. Wójcik, Warszawa 2008
- Stefan Żechowski, Droga moja i świat. Listy Stefana Żechowskiego do Mariana Ruzamskiego 1933–1936, oprac. M. Wójcik, Kielce 2013